# Pleurogyrus
Pleurogyrus is een geslacht van insecten uit de orde vliesvleugeligen (Hymenoptera) en de familie Ichneumonidae.

## Soorten
- P. cyclogaster (Thomson, 1884)
- P. cheboyganensis (Butcher, 1933)
- P. hungerfordi (Cushman, 1930)
- P. longicauda Horstmann, 1995
- P. nigricoxa Horstmann, 1995
- P. persector (Parfitt, 1882)
- P. pumilus (Hellen, 1967)